# Marcin Tyrna
Marcin Paweł Tyrna (ur. 31 października 1945 w Bielsku) – polski polityk, działacz związkowy. Senator III i IV kadencji (1993–2001), w latach 2000–2001 wicemarszałek Senatu IV kadencji.

## Życiorys
Ukończył w 1962 zasadniczą szkołę zawodową, od 1959 pracował jako frezer. W 1980 wstąpił do „Solidarności”, był członkiem zarządu Regionu Podbeskidzie NSZZ „S”. W stanie wojennym został internowany 13 grudnia 1981 i zwolniony po niespełna dwóch tygodniach. Od 1992 do 2014 nieprzerwanie pełnił funkcję przewodniczącego zarządu regionu związku.
W latach 1993–2001 sprawował mandat senatora III kadencji (z ramienia NSZZ „Solidarność”) i IV kadencji (z ramienia Akcji Wyborczej Solidarność), wybranego w województwie bielskim. Od 2000 do 2001 był wicemarszałkiem Senatu. W 2001 bez powodzenia ubiegał się o reelekcję z ramienia Bloku Senat 2001. Należał do Ruchu Społecznego AWS. Od 2001 bezpartyjny, w 2004 kandydował do Senatu w wyborach uzupełniających z ramienia PiS.
Był prezesem chóru parafii ewangelicko-augsburskiej w Starym Bielsku.
Odznaczony przez prezydenta Andrzeja Dudę Krzyżem Kawalerskim (2015) i Oficerskim (2025) Orderu Odrodzenia Polski.